# Cahors Blues Festival
 (avril 2022).

Cahors, ville du Lot

Le Cahors Blues Festival est le plus ancien festival d'Europe du genre, avec une première édition en 1982. Il a lieu tous les ans autour du 14 juillet à Cahors (Lot). La Blues Foundation lui a attribué un « Keeping the Blues Alive Award » en 2016,.

## Historique
Le festival a été créé par deux amoureux de blues et de jazz,  un avocat cadurcien, Maître Gérard Tertre et un Bordelais natif de Cahors, Bernard Madec. Ce dernier quittera le festival de blues en 1989 pour créer le festival Jazz Fort Médoc en 1990 à Cussac-For-Médoc. Bénévoles tous deux, sans aide financière au départ, ils se sont battus pour que perdure le Cahors Blues Festival. 
Le festival évolue en 1996 et allie depuis soirées payantes et soirées gratuites au cœur de la ville. Le Cahors Blues Festival a reçu entre autres Ray Charles, James Brown, Les Blues Brothers, Popa Chubby, B.B. King, Buddy Guy ou Nina Simone. Johnny Winter y jouera son dernier concert en 2014.
En reconnaissance pour la promotion du blues en Europe, la France via ce festival ont été gratifiés par l’État du Mississippi d'un « Mississippi Blues Trail Marker » en 2014. La Blues Foundation à Memphis lui a attribué un « Keeping the Blues Alive Award » en 2016.
Son directeur actuel depuis 2006, Robert Mauriès, alias Crazy Bob, a quant à lui reçu un «  Behind the Scene Award », prix de l’European Blues Union en 2015.
Pour la 39e édition qui aura lieu du 11 au 15 juillet 2020, le représentant du New York blues, Popa Chubby, est attendu pour y fêter ses 30 ans de carrière.

## Programmation

### De 2010 à 2019

#### 2019
38e édition avec Axel Bauer, Malted Milk Soul Orchestra, Hugh Coltman, Chris Bergson & Ellis Hooks et Michelle David, Curtis Segado, Don Bryant...

#### 2018
Ont joué Paul DesLauriers Band, Eric Gales, Sanseverino, Manu Lanvin with Paul Personne, Gaëlle Buswell, Bette Smith, Robert Finley, Steve Strongman, Rumble2Jungle, Johnny Big Stone, The Blues Bones, Sunnysiders...

#### 2017
Pour cette 36e édition, étaient invités Mavis Staples, Music Maker Foundation Revue, Kenny Neal, Johnny Gallagher, Mister Sipp...

#### 2016
Les têtes d'affiche sont Shakura S'Aïda (États-Unis), Vintage Trouble (États-Unis), Taj Mahal (États-Unis), Eric Bibb & Jean-Jacques Milteau (États-Unis / France) ; Sugaray Rayford (États-Unis), Gaëlle Buswell (France), The JB's original James Brown Band feat. Martha High, Selwyn Birchwood (États-Unis),  JC Brooks & The Uptown Sound (États-Unis)... 

#### 2015
La marraine du Festival est Shakura S'Aïda.  Sont programmés lors de cette édition, Lil'ed & the Blues imperial, Ruthie Foster, Shawn Holt &The Teardrops, Ana Popović feat. Eric Gales, Leo Bud Welch, Candye Kane feat. Laura Chavez, Dwayne Dopsie & The Zydeco Hellraisers, The Campbell Brothers feat. Shakura S'Aïda, King King with Jon Amor, Kussay & The Smokes, Roland Tchakounté & Lorenza, Laurence Jones, Charles Pasi, Louis Bertignac, The Two, Aurélien Morro & The Checkers.

#### 2014
Avec Johnny Winter, Tony Green& Malted Milk, Craig Adams & Dale Blade, Fred Chapellier & Kathy Boye feat. Manu Lanvin, Nico Wayne Toussaint, Ms Nikki, Jonny Lang, Eric Burdon & The Animals, Mathis Haug, Joanne Shaw Taylor, Ben l’Oncle Soul, Otis Taylor...

#### 2013
Avec Zucchero, Michel Jonasz, Awek, The Original Blues Brothers Band, Lucky Peterson, Neal Black & Manu Lanvin, Royal Southern Brotherwood, Shemekia Copeland, Dana Fuchs, Sofaï & The Sweet Talkers.

#### 2012
Avec Robert Cray, Pat McManus, Eric Sardinas, Keb Mo, Johnny Gallagher, Beth Hart, Earth, Wind & Fire Experience feat. Al McKay, Bernard Allison, Tom Principato & Fred Chapellier, Paul Personne, Stan Skibby, Vigon. 

#### 2011
Avec Johnny Winter, Warren Haynes, Keziah Jones, Louis Bertignac, Beverly Jo Scott, Rachelle Plas, The Hamsters, Charles Pasi, Johnny Gallagher, Fred Chapellier.

#### 2010
Malted Milk, Popa Chubby, Roland Tchakounté, Fred Chapellier, Nina Attal, Viktor Huganet Nine Below Zero, Liz McComb ou Joe Louis Walker.

### De 2007 à 2009

#### 2009
Lisa Doby ; Hobo Blues ; Son of Dave ; The StuMble ; Dana Gillespie ; Nashville ; Marc-André Léger ; Le Swing Machine fait son blues feat. Shanna Waterstown ; «Blues on tour» avec Miguel M, Lenny Lafargue, Guillaume Petite ; RAS ; Jeff Zima ; Coco Robicheaux ; New Orleans All-Star Band avec Walter Wolfman Washington, Joe Krown et Russell Batiste Jr. ; Magic Buck ; Tony Mc Phee ; Be Yell Blues ; The Vagabonds ; Nico Backton & Wizards of blues ; James Hunter ; Chicago Blues a Living History avec Billy Boy Arnold, John Primer, Billy Branch, Lurrie Bell.

#### 2008
Bayou Brothers, Fried Bourbon feat. Gene Taylor, Tony Coleman, Denise Allen, Steve “Big Man” Clayton, Bill Wyman’s Rhythm Kings feat. Albert Lee & Gary Brooker, Rosebud Blue Sauce, John Nemeth & Junior Watson, Zac Harmon, Don Cavalli.

#### 2007
Little Jenny, Jw Jones, Sue Foley, Deborah Coleman, Roxanne Potvin, Bel Airs, Mike Sanchez, DrFeelgood, Nico Wayne Toussaint, The Breeze Kings.